# Werner Kriesi
Werner Kriesi (geb. 21. September 1932 in Dübendorf ZH; gest. am 5. August 2023 in Langnau ZH) war ein Schweizer reformierter Pfarrer und langjähriger Mitarbeiter der Sterbehilfe-Organisation EXIT.

## Leben
Werner Kriesi wuchs mit acht Geschwistern in Gfenn (Dübendorf) auf. Er lernte Schreiner, bildete sich dann mit einem Theologiestudium weiter und wurde Pfarrer in Münchenstein BL und Thalwil ZH. Er war verheiratet mit der Theologin Susanna Kriesi-Bärtschi und Vater von drei Kindern.
Nach seiner Pensionierung 1997 engagierte er sich in der Sterbehilfe-Organisation EXIT als Freitodbegleiter. Von 1998 bis 2006 war er Vorstandsmitglied und Leiter der Gruppe von Frauen und Männern, die nach einer Ausbildung durch EXIT als Freitodbegleiter zur Verfügung stehen, und von 1999 bis 2006 im Vorstand der neu gegründeten Ethikkommission. 1988 gründete EXIT eine Stiftung, die seit 2007 unter dem Namen «palliacura» arbeitet. Kriesi war von 2006 bis 2014 Stiftungsrat und in dieser Zeit gewissermassen das theologische und moralische Gewissen von «palliacura». Er war massgeblich beteiligt, dass der Übergang von EXIT als Aussenseiter- zur professionell arbeitenden Gesinnungs- und Dienstleistungsgemeinschaft gelang. Anfang August 2023 starb Werner Kriesi nach kurzer Krankheit.

## Wirken
Kriesi war ein engagierter Verfechter des Altersfreitodes. Die qualvolle Leidensgeschichte seiner Mutter sowie die Begleitung eines Gemeindemitgliedes bei seinem Sterben mit EXIT brachten ihn zu dieser Überzeugung. Seine Erfahrungen gab er in vielen Gesprächen in Interviews weiter. Er hat das Wirken der Organisation EXIT massgeblich geprägt und wurde als Experte geachtet und oft kontaktiert. 
Vor allem in kirchlichen Kreisen wurde sein Engagement sehr kritisiert. In einem Artikel des Kirchenboten St. Gallen erklärte er, dass er es akzeptiere, wenn jemand glaubt, dass man als Christ seine Sterbestunde nicht selber festlegen darf. Für ihn stelle sich diese Frage nicht: «Mit Gott hat das nichts zu tun, sondern mit moderner Medizin.» Er hat Hunderte von Menschen zum Thema Sterben beraten. «Nicht alle, die er berät, wollen wirklich sterben. Manche lernen mit seiner Hilfe auch, besser zu leben.» Die Freitodbegleitung ist laut Kriesi sehr anspruchsvoll. «Eine stabile Persönlichkeit und umsichtige Umgangsformen sind unerlässlich, ebenso ein hohes Mass an Kommunikationskompetenz. Die Bedürfnisse von sterbewilligen Menschen sind sehr unterschiedlich, ebenso jene der Angehörigen – auf diese gilt es einzugehen. Weiter sollten Sie in der Lage sein, mit spirituellen Bedürfnissen umzugehen. Will jemand etwa über ein Leben nach dem Tod sprechen, dann müssen Sie darauf eingehen können.» Kriesi schrieb dazu einen Beitrag «Aus der Praxis der Freitodbegleitung» im von «palliacura» geförderten Buch Der organisierte Tod, in dem er seine Erfahrungen am Sterbebett auf Grund seiner Tätigkeit als EXIT-Sterbebegleiter darlegte. Einen Einblick in Kriesis Schaffen und Wirken, seine Gedanken und Überzeugungen geben auch die Gespräche mit der Buchautorin Suzann-Viola Renninger sowie die zahlreichen konkreten Beispiele der Freitodbegleitung.